# Binôme (mathématique)
Pour les articles homonymes, voir Binôme.
Un binôme, terme datant de 1554 (du latin bis et du grec nomos, part, division), est une expression algébrique composée de deux termes (monômes) séparés par le signe + ou –.

## Exemples
{\displaystyle a+b~,\qquad 3\tan ^{2}\phi -{\frac {b^{2}}{e^{i\pi \theta }}}~,\qquad \ldots }

## Opérations sur des binômes simples
Factorisation
Le binôme {\displaystyle a^{2}-b^{2}} peut être factorisé comme un produit de deux autres binômes :
{\displaystyle a^{2}-b^{2}=(a+b)(a-b)}.
C'est un cas particulier de la formule : {\displaystyle a^{n+1}-b^{n+1}=(a-b)\sum _{k=0}^{n}a^{k}\,b^{n-k}}.
Produit d'une paire de binômes linéaires
Le produit d'une paire de binômes linéaires {\displaystyle ax+b} et {\displaystyle cx+d} est un trinôme (en) :
{\displaystyle (ax+b)(cx+d)=acx^{2}+axd+bcx+bd=acx^{2}+(ad+bc)x+bd}.
Puissance d'un binôme
Un binôme élevé à la puissance n, représenté par
{\displaystyle (a+b)^{n}},
peut être développé à l'aide de la formule du binôme de Newton ou, de façon équivalente, à l'aide du triangle de Pascal. Par exemple, le carré {\displaystyle (p+q)^{2}} peut être développé en mettant au carré le premier terme, en ajoutant le double du produit des deux termes et en ajoutant le carré du deuxième terme, ce qui donne {\displaystyle p^{2}+2pq+q^{2}}.
Une application simple de la formule du binôme est la formule qui génère les triplets pythagoriciens : si {\displaystyle x=p^{2}-q^{2},\quad y=2pq\quad {\text{et}}\quad z=p^{2}+q^{2}}, alors {\displaystyle x^{2}+y^{2}=z^{2}}.